# Pál Csernai
Pour les articles homonymes, voir Csernai.
Dans le nom hongrois Csernai Pál, le nom de famille précède le prénom, mais cet article utilise l’ordre habituel en français Pál Csernai, où le prénom précède le nom.
Pál Csernai (né le 21 octobre 1932  à Pilis, et mort le 1er septembre 2013) est un footballeur international hongrois, puis entraîneur, notamment de la Corée du Nord.
Il était le frère aîné de l'ancien footballeur Tibor Csernai (1938-2012).

## Palmarès
- Bayern Munich
  - Championnat d'Allemagne de football
    - Vainqueur : 1980 et 1981